# Ljubomir Davidović
Ljubomir Davidović (Vlaško Polje, 1863, december 24. – Belgrád, 1940 február 19.) szerb politikus volt, aki 1919 és 1920 között, valamint 1924-ben összesen három alkalommal, rövid ideig a Szerb-Horvát-Szlovén Királyság miniszterelnöki tisztségét töltötte be. 1912-ben a Független Radikális Párt vezetője, 1919-től haláláig, 1940-ig a Demokrata Párt alapítója és vezetője, 1905-ben az Országgyűlés elnöke volt. 1904-ben, 1914−1917-ben több alkalommal oktatási miniszter, 1918−1919-ben és 1920-ban belügyminiszter. 1909−1914 között Belgrád község önkormányzatának elnöke volt.

## Élete
Davidović egy Kosmaj megyei faluban, Vlaško Poljén született. Elemi és középiskolai tanulmányait Belgrádban végezte. Diplomáját a belgrádi Velika škola Művészeti és Tudományos Főiskola természettudományi és matematikai szakán szerezte. Ezután Belgrádban középiskolai tanár lett. Egy ideig Karađorđević Sándor trónörökös tanára is volt, akivel uralkodása alatt személyesen is jó viszonyban volt, annak ellenére, hogy, különösen 1929-től annak haláláig diktatúráját erősen ellenezte. 1901-ben a szerb parlament tagja lett, és részt vett a Független Radikális Párt megalapításában, amelynek végül 1912-ben a vezetője lett. 1904-ben oktatási miniszter volt; 1909-ben Belgrád önkormányzatának elnöke; 1914 és 1917 között a Nikola Pašić vezette kabinet oktatási minisztere volt. A szerb hadsereg visszavonulása idején a görögországi Korfu szigetén menekült gyerekek elhelyezésével és oktatásával foglalkozott. Neki köszönhetően Korfun is megjelenhettek szerb újságok.
A következő évben egy másik újonnan alapított párt, a Demokrata Párt vezetője lett. Ebben a minőségében 1919. augusztus 16-án választották meg a Minisztertanács elnökévé, és 1920. február 19-én is ebben a pozícióban maradt. 1919 és 1920 között a demokraták és szocialisták koalíciójának miniszterelnöke volt. A demokrata-szociáldemokrata kormány a szociális reformokat (beleértve az agrárreformot is) és a centralista államszervezést szorgalmazta. A radikálisokkal ellentétben, akik szerbek lakta területeken működő homogén párt voltak, a Demokrata Párt nem volt homogén párt. Ebben a Davidović köré tömörült egykori szerb független radikálisok és a Svetozar Pribićević köré tömörült Preca-vidéki demokraták tömbje továbbra is eltérő volt. Davidovićtyal ellentétben, Pribićević, aki erősen centralista volt, hajlandó volt megegyezni a horvát politikusokkal. Minden nézeteltérésük ellenére a demokratáknak és a radikálisoknak sikerül elfogadtatniuk a Vid-napi alkotmányt.
1924. július 27-én lett másodszor a Minisztertanács elnöke, de csak 1924. november 6-ig maradt ezen a poszton. Davidović koalíciót kötött a Szlovén Néppárttal, a Jugoszláv Muszlim Szervezettel és a Nastas Petrović körül tömörülő radikális disszidensek csoportjával. Az Agrárpárt kívülről ugyancsak támogatta a kormányt. Második mandátumában Davidović megpróbált megegyezésre jutni Stjepan Radićtyal és a Horvát Parasztpárttal, a legerősebb horvát párttal az állam és a horvát önkormányzat decentralizálásáról. Emiatt a Demokrata Párttól kivált a Szerbia határain kívül élő  ún. precsani szerbeket tömörítő Független Demokrata Pártot alapító Svetozar Pribićević köré gyűlt ez a rész.
1929. január 6-i katonai-monarchista puccs után az úgynevezett egyesült ellenzék egyik vezetője volt. Támogatta a parlamenti képviselet visszaállítását az országban.
1919-es alapításától egészen 1940-ben bekövetkezett haláláig a Demokrata Párt elnöke volt. Belgrádban hunyt el 1940. február 19-én. Milan Grol váltotta őt a Demokrata Párt elnöki posztján.

## Művei
- Emlékiratok, Belgrád, 1940

## Fordítás
- Ez a szócikk részben vagy egészben  a   Ljubomir Davidović című angol Wikipédia-szócikk ezen változatának fordításán alapul.  Az eredeti cikk szerkesztőit annak laptörténete sorolja fel. Ez a jelzés csupán a megfogalmazás eredetét és a szerzői jogokat jelzi, nem szolgál a cikkben szereplő információk forrásmegjelöléseként.
- Ez a szócikk részben vagy egészben  a(z)   Љубомир Давидовић című szerb Wikipédia-szócikk ezen változatának fordításán alapul.  Az eredeti cikk szerkesztőit annak laptörténete sorolja fel. Ez a jelzés csupán a megfogalmazás eredetét és a szerzői jogokat jelzi, nem szolgál a cikkben szereplő információk forrásmegjelöléseként.